# Sulfato

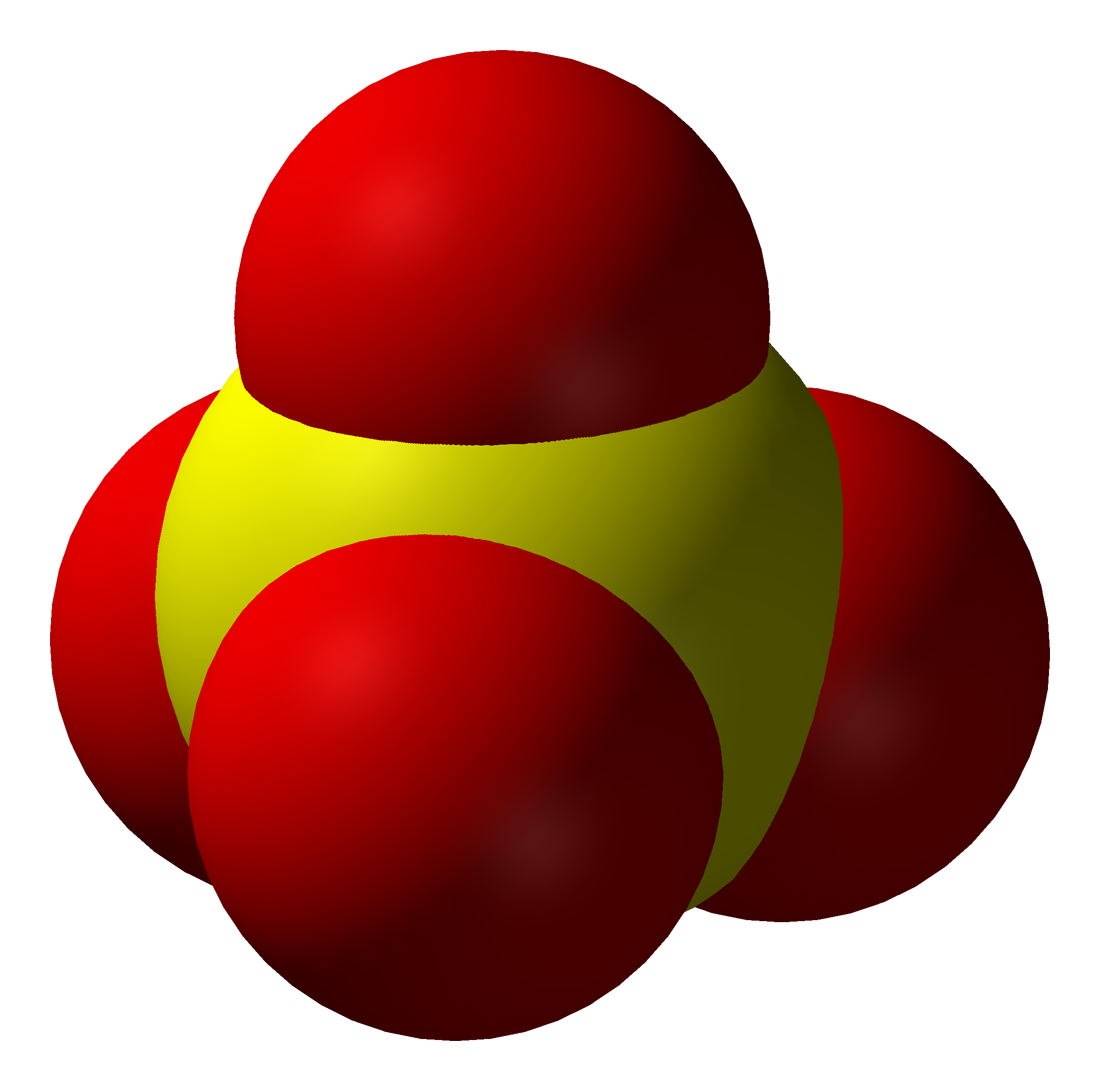
O ânion deu/sup>

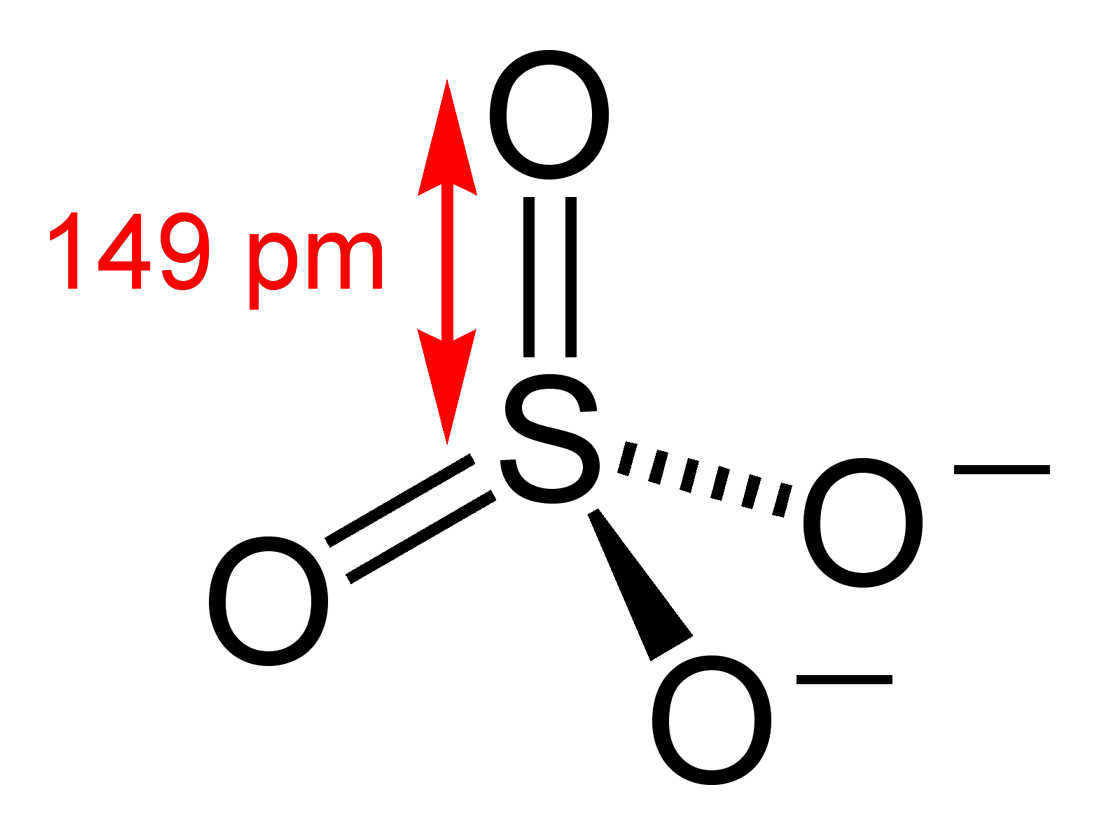
A estrutura do íon de sulfato

Sulfato  segundo a IUPAC é o íon SO42-, consistindo de um átomo central de enxofre ligado por ligações covalentes a quatro átomos de oxigênio. O ânion sulfato apresenta estado de oxidação -2.
O anion sulfato forma produtos químicos iônicos solúveis em água, exceto CaSO4, SrSO4, e BaSO4.
O ácido do íon sulfato é H2SO4, chamado de ácido sulfúrico.
Os sulfatos, também conhecidos como óxidos sulfúricos, são importantes na indústria química e sistemas biológicos.
Os sulfatos ocorrem como partículas microscópicas resultantes da combustão de combustíveis fósseis e biomassas. Produzem a acidez da atmosfera e produzem a chuva ácida.

## Sais
Sulfato de sódio
O sulfato de sódio ao reagir com o cloreto de bário forma um precipitado branco de sulfato de bário, que é um composto muito insolúvel em água.

## Minerais
- Gesso
- Celestina
- Anidrita
- Barita
- Anglesita
- Epsomite
- Alunita
- Copiapite